# Christian Ducap
Pour les articles homonymes, voir Ducap.
Christian Ducap, de son nom civil Herbert Christian Ducap, est un chanteur, compositeur, interprète et musicien de La Réunion, né le 28 mai 1963 à Saint-Denis (La Réunion).

## Biographie
Fils du compositeur et musicien Narmine Ducap, frère de Michou, il apprend seul la guitare dès ses 9 ans, en observant son père et ses dalons[Quoi ?]. Il participe avec son frère Jocelyn, lui aussi compositeur, musicien et interprète, à l'enregistrement du premier titre de Michou : Viens dors dans mon dos.
Dès ses 11 ans, son père Narmine accepte de lui apprendre à jouer de la guitare. Il sort son premier 45 tours à 18 ans : Assez belle-mère, composé par Narmine.
Il enchaîne alors les succès et fait sa première apparition à la télévision sur Réunion 1ère, en 1985, pour présenter son titre Caf' malheureux.
S'ensuivent de nombreux succès : Régina doudou / Femm’ sévère (1986), Hommage aux dalons (1997), ou encore Fé pet l’an 2000 (1999)… Parallèlement, il collabore avec plusieurs orchestres de bal et aussi dans une troupe folklorique.
En 2004, Christian Ducap déménage à Luçon, en Vendée, où il restera 12 ans avec sa femme, Marie-Dominique, dite Marido, et ses filles, Aurore, Carolyne et Héloïse. Là-bas, il crée le groupe Kadok Sega, qui sera les prémices de son genre musicale signature : le Ségajazz. en parallèle, il rejoint le groupe les Pieds d'Dents, lauréat du concours Face & Si en 2012et devient également professeur de guitare Jazz et de musiques actuelles à l'école de musique de Luçon puis au conservatoire de La Roche-sur-Yon.
À la mort de son père Narmine, Christian Ducap retourne à la Réunion en 2015, où il devient professeur de guitare à l'école de musique Loulou Pitou, de Saint-Denis.
En 2018, il sort l'album Dièze à nou, un hommage à son papa, qui signe son retour dans les bacs après 18 ans d'absence. L'album sera également un hommage à Henri Salvador, dont Christian Ducap s'inspire depuis sa tendre enfance, avec le morceau Salvaséga. Avec cet album, Christian Ducap crée un nouveau genre musical : le Sega-Jazz, une fusion entre ses deux mondes : le sega de son papa Narmine et le jazz des plus grands qui l'ont inspiré, notamment George Benson.
Pour affirmer la nouvelle direction qu'il prend dans sa musique, il sort un album en 2 CDs, intitulé "Christian Ducap, ses plus grands succès", en 2024. On y retrouve ses morceaux les plus connus tels que Assez belle-mère, Fé pèt' l'année là, un caf malheureux ou encore Jalousie créole. Chaque morceau est retravaillé pour avoir une sonorité plus jazzy. Davy Sicard posera sa voix sur le morceau Régina Doudou, et il fera chanter sa femme et ses trois filles également, sur les morceaux ti misère locale (Aurore et Héloïse), Pauv tétin (Carolyne) et viens voir la Réunion (sa femme, Marido). L'album est une autoproduction qui sera distribué à la Fnac de la Réunion. 

## Discographie[10]

### Singles et 45 tours
| Année | Titre                               | Format   |
| ----- | ----------------------------------- | -------- |
| 1981  | Assez belle-mère / Ma Première Nuit | 45 tours |
| 1983  | Tracas kaki / Alicia gâté           | 45 tours |
| 1984  | Tibouquet Séga / Dispute bidonville | 45 tours |
| 1985  | Un caf’ malheureux / Marie Francina | 45 tours |
| 1986  | Régina doudou / Femm’ sévère        | 45 tours |
| 1997  | Hommage aux dalons                  | Single   |

### Albums
| Année | Titre                  | Format    |
| ----- | ---------------------- | --------- |
| 1999  | Fé pet l’an 2000       | CD        |
| 2018  | Dièze à nou            | CD        |
| 2024  | Ses plus grands succès | Double CD |